# مقاطعة يادكين (كارولاينا الشمالية)
مقاطعة يادكين (بالإنجليزية: Yadkin County)‏ هي إحدى مقاطعات ولاية كارولاينا الشمالية في الولايات المتحدة الأمريكية. مركز المقاطعة أو مقعدها هي مدينة يادكينفيل. تأسست هذه المقاطعة سنة 1850.أصل هذه المقاطعة يأتي من: مقاطعة سوري.

## أعلام
- ريتشموند بيرسون